# Владислав Клімчак

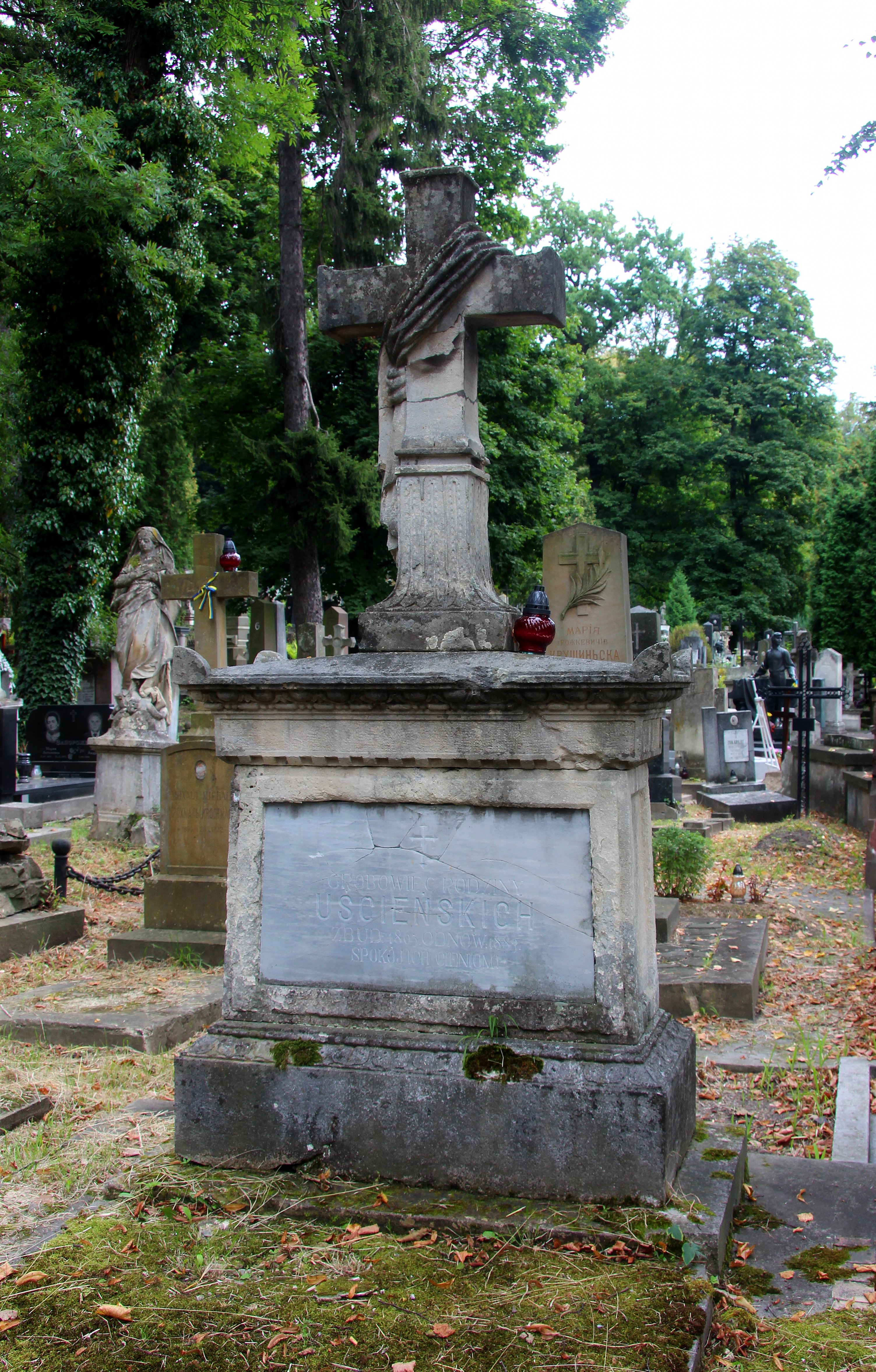

Владислав Клімчак (19 вересня 1878, Танява — 17 березня 1929, Львів) — архітектор, професор Львівської політехніки.

## Біографія
Народився в селі Танява поблизу Болехова в родині лісничого Яна Клімчака та Пауліни Бабель. Середню школу закінчив у Новому Сончі. 1903 року закінчив відділ архітектури у Політехнічній школі. Серед викладачів зокрема Едгар Ковач і Теодор Тальовський. У 1903—1920 роках працював у міському будівельному управлінні Львова, де спеціалізувався на будівництві медичних установ. Від 1920 професор надзвичайний Львівської політехніки, від 1925 — професор звичайний.
Від 19 грудня 1904 року був членом Політехнічного товариства у Львові. Повторно — у 1920—1928 роках. У 1921 і 1922 входив до правління товариства. Належав до Кола польських архітекторів у Львові, 4 листопада 1927 року був обраний до його правління «членом-заступником». Член Палати інженерів. У своїх проєктах багато уваги приділяв якісному розплануванню. Займався питанням поєднання стилістики історичної та сучасної. Часто проєктував у формах архітектури «свойської». Прочитав низку доповідей, зокрема: «Сучасний стиль в архітектурі» (або «Проблема сучасного стилю в польській архітектурі») на засіданні Політехнічного товариства 14 березня 1922 року і «Старохристиянські церкви Равенни» 7 січня 1925 там же, «Нові напрямки в закордонній архітектурі» на засіданні Кола польських архітекторів 3 березня 1927 року. У різноманітних архітектурних конкурсах здобув 20 відзнак. Член журі на конкурсі проєктів готелю «Брістоль» у Кракові (1912).
Помер 17 березня 1929 у Львові. Похований на 13 полі Личаківського цвинтаря. Дітей не мав. Був одружений з Ядвігою Плавицькою.

## Роботи
- Костел у Мишковичах у стилі історизму зокрема з елементами неоготики. Збудований у 1904—1906 роках, зруйнований у 1980-х.[11]
- Корпуси психіатричної лікарні у Львові (1904—1909, у співавторстві).[12]
- Комплекс із близько 60 корпусів лікувального закладу для душевно хворих у селі Кобежин під Краковом (нині дільниця Кракова), споруджених у 1908—1914 роках. Співавтори Антоній Будковський і Тадеуш Зелінський. В основу розпланування покладено урбаністичну ідею міст-садів. Серед збудованих споруд зокрема: головний корпус, помешкання для персоналу, дім зібрань, електростанція, споруди фільварку, пральні і пекарні, костел, брама і дім вартового.[13]
- Кілька типових проєктів сільських хат різної вартості, створених для виданої 1915 року збірки «Odbudowa polskiej wsi» (Відбудова польського села). Це зокрема проєкти двох одно- і однієї двокімнатної хати з господарськими приміщеннями. Там же опубліковано вступну статтю Клімчака про спорудження печі.[14]
- Низка типових проєктів, призначених для повоєнної відбудови містечок. Серед них зокрема пекарня, дім столяра, сільський шпиталь, лазня, дім ткача, дім купця, дім лікаря, притулок для старців.[15] 1916 року разом із проєктами інших авторів увійшли до альбому «Odbudowa polskiego miasteczka».[16]
- Санаторій у Криниці-Здруй (1924—1926).[17] Опублікував статтю, присвячену спорудженню санаторію.[18]
- Пам'ятник Пулаському в Криниці-Здруй. Проєкт від 1929 року був реалізований із суттєвими змінами через кілька місяців після смерті Клімчака. Зміни впроваджено ймовірно Станіславом Вуйціком.[19]
- Комплекс психіатричного шпиталю в Холмі. За задумом мав складатись із 37 споруд і вміщувати 800—1000 ліжок. 1929 року Клімчак спроєктував перших 6 корпусів. Того ж року через хворобу, незадовго до своєї смерті був змушений відмовитись від подальшого проєктування і нагляду за будівництвом. Замість нього призначено архітектора Ігнатія Кендзерського. Через припинення фінансування комплекс не було реалізовано до кінця. З урахуванням цього низку споруд перепроєктовано. Посвячення відбулось 1932 року.[20]
- Колонія приватних будинків у дворковому стилі для державних службовців у Львові під назвою «Власна стріха». Нині вулиця Панаса Мирного. Споруджено у 1928—1932 роках спільно з Максиміліаном Кочуром та М. Кольбушевським.[21]
- Готель «Під ружею» у Криниці-Здруй.[1]
- Власна вілла у Криниці-Здруй.[22]
- Водонапірна вежа з рестораном у Цехоцінку.[23]
- Невелика крамниця у формі ротонди у Криниці-Здруй.[24]
- Перебудова монастиря Марії Магдалини у Львові для потреб Політехніки.[25]
- Шпиталь у Ченстохові.[1]
- Помилково Клімчакові приписуються костели в Теребовлі і Жовкві. Остання атрибуція згадується низкою джерел[26] і виникла скоріш за все після публікації в часописі Architekt 1904, № 5 обмірів жовківської фари, виконаних спільно з Мар'яном Гейцманом.[11]
 Під теребовлянським можливо розумівся костел у Семенові поблизу Теребовлі. Храм у неготичному стилі, за формами близький до типового костелу Тадея Обмінського на 400 осіб і одночасно на костел у Підгайчиках Юстинових Теодора Тальовського. Будувався від приблизно 1906 до 1907 року. Тепер православна церква.[27]

Нереалізовані проєкти
- Конкурсний проєкт Львівської торгово-промислової палати на проспекті Шевченка, 17 (1907, друга нагорода, співавтор Адольф Каменобродський).[28]
- Проєкт передпоховальної каплиці у Криниці-Здруй (1909).[29]
- Конкурсний проєкт казино у Львові у стилі раціонального модерну, на нинішньому проспекті Шевченка, 13 (1909—1910, друга нагорода, співавтор Мар'ян Гейцман).[30]
- Проєкт корпусу Львівського університету на вулиці Грушевського. Створений для конкурсу 1912 року.[31]
- Проєкти житлових будинків для архітектурної виставки 1912 року у Кракові. Проєкт вілли для однієї родини відзначений «першою почесною згадкою», проєкт будинку на чотири родини для робітничої колонії відзначено «другою почесною згадкою».[32] Проєкт вілли експонувався на виставці.[33]
- Проєкт перебудови дому Стрілецького товариства в Тарнові (1919).[34]
- Проєкт гробівця у Золочеві (1919).[35]
- Проєкт санаторію у Криниці-Здруй, на вулиці Нітрібітта. Призначений для конкурсу 1926 року. Співавтор Ервін Вечорек. Здобув одне з трьох перших місць. Не прийнятий до реалізації.[36]
- Проєкт перебудови костелу у Криниці-Здруй (1928).[37]
- Конкурсний проєкт шпиталю Червоного хреста у Лодзі.[38]
- Проєкт дому доктора Юзви в Заліщиках.[39]
- Конкурсний проєкт костелу святого Роха в Білостоку.[40]
- Проєкт мосту у Криниці-здруй.[24]
- Проєкт молокозаводу у Криниці-Здруй.[41]